# Dona de Mim (telenovela)
Dona de Mim é uma telenovela brasileira produzida pela TV Globo e está sendo exibida desde o dia 28 de abril de 2025. Substituiu Volta por Cima, sendo a 102ª "novela das sete" da emissora.
Escrita por Rosane Svartman, com colaboração de Juan Jullian, Renata Sofia, Jaqueline Vargas, Michel Carvalho, Mário Viana, Carolina Santos e Pedro Alvarenga, conta com a direção de Bernardo Sá, Mariana Duarte, Rodrigo Bitti e Yasmin Thayná, sob a direção geral de Pedro Brenelli e direção artística de Allan Fiterman.
Conta com Clara Moneke, Elis Cabral, Juan Paiva, Humberto Morais, Cláudia Abreu, Rafael Vitti, Marcello Novaes e Armando Babaioff nos papéis principais.

## Enredo
A trama segue a história de Leona (Clara Moneke), uma jovem bem humorada, batalhadora e determinada, que vive passando por perrengues financeiros e que convive com uma dor imensa que tenta a todo custo não revelar, morando com a avó Yara (Cyda Moreno) e a irmã Stephany (Nykolly Fernandes) no bairro de São Cristóvão, na Zona Norte do Rio de Janeiro. Anteriormente, Leona era estudante de Publicidade e estava grávida de seis meses quando ia se casar com Marlon (Humberto Morais), grávida de seis meses de Sophya, sua primeira filha. Todavia, Leona viu seu mundo desabar quando descobriu que sofreu um aborto espontâneo, entrando em depressão, o que leva ao fim do relacionamento com o rapaz. Seis anos depois, a dupla se reencontra, mas agora, Léo parou de estudar e passou a "se virar nos 30" para ajudar financeiramente sua família, enquanto Marlon está em um outro relacionamento com uma lutadora de kickboxing chamada Bárbara (Giovana Cordeiro) e segue determinado com o seu sonho de se tornar Policial Militar, mas precisa encarar a dura realidade da profissão, ao mesmo tempo que descobre que ainda nutre sentimentos fortes por Leona, e vice versa.
Porém nem tudo são flores, e a família de Léo começa a passar por sérios problemas financeiros, chegando ao ponto de mal conseguirem pagar a faculdade de medicina de Stephany. Para que a irmã não largue a faculdade, Léo acaba aceitando uma proposta de emprego de babá da família Boaz, que são ricos proprietários de uma fábrica de lingerie. Os Boaz são compostos pelo patriarca Abel (Tony Ramos), o presidente da empresa, que é casado com a atriz Filipa (Cláudia Abreu), mulher mais jovem, que vive em constantes crises existenciais, sentindo-se deslocada e desprestigiada pelo marido, além de ter alguns problemas familiares com sua filha Nina (Flora Camolese).
Abel tem quatro filhos de relacionamentos anteriores: o esforçado Samuel (Juan Paiva), o mulherengo e imaturo Davi (Rafael Vitti) e a talentosa Ayla (Bel Lima), além da encrenqueira Sofia (Elis Cabral); Sofia foi adotada por Abel e Filipa após a sua mãe, Ellen (Camila Pitanga), que era uma das funcionárias da empresa, morrer quando a garota ainda era um bebê e acabar a entregando para o empresário. Buscando meios de chamar a atenção de seus pais e dos seus irmãos, Sofia sempre acaba aprontando peças contra as babás contratadas para cuidar dela, inclusive Léo, mas a chegada da protagonista acaba mudando a visão da garotinha, virando a sua melhor amiga (apesar da coincidência do nome da menina ser o mesmo da filha que Leona perdeu), assim como ela também conquista a simpatia dos outros três irmãos de Sofia.
A fábrica Boaz está passando por problemas financeiros e estes resultados ruins são motivados pela falta de diversidade na campanhas de marketing da empresa, o que acaba incomodando Samuel, que quer mudar a visão dita como machista do lugar por conta da escolha de modelos dentro de um padrão de beleza. Mas a problemática acaba afetando a família, que se vê envolvida em um grande desafio pela frente, o que acaba colocando no meio também a babá recém-chegada. Outro desafio são as armações do inescrupuloso Jaques (Marcello Novaes), o irmão mais novo de Abel. Ele é administrador financeiro da fábrica, mas quer tomar o lugar do irmão no controle da firma através de armações contando com a ajuda da esposa Tânia (Aline Borges) e de Ricardo (Marcos Pasquim), o advogado da fábrica, que no decorrer da novela passa a se envolver romanticamente com Tânia.
Além disso, o maior obstáculo na vida de Abel acaba sendo Vanderson (Armando Babaioff), um estelionatário e verdadeiro pai de Sofia, que se casou com Ellen no passado e a abandonou para tentar conquistar mulheres ricas e consequentemente, dinheiro, além de ter voltado para São Cristóvão com o objetivo de pedir o divórcio para a mesma para poder se casar com Gabriela (Leona Cavalli), entretanto vê seu mundo virar de cabeça para baixo quando descobre que Ellen morreu e que ela era "próxima" da família Boaz, fato que o faz passar a analisar cada movimento que a família realiza, o que chama a atenção de Jaques, que inicia uma investigação meticulosa e começa a desconfiar que Vanderson é o verdadeiro pai de Sofia, vendo uma oportunidade de colocar Abel contra a parede e de ameaçar o patriarca, alegando que irá contar à garota quem é o seu verdadeiro pai, algo que era mantido em segredo de todos da família, com exceção de Samuel, o único a saber.

## Elenco
| Intérprete              | Personagem                                                               |
| ----------------------- | ------------------------------------------------------------------------ |
| Clara Moneke            | Leona Larissa da Silva Senna (Léo)                                       |
| Elis Cabral             | Sofia Soares Boaz                                                        |
| Juan Paiva              | Samuel Levi Rubin Boaz                                                   |
| Humberto Morais         | Marlon Bezerra de Almeida                                                |
| Cláudia Abreu           | Filipa Campelo Boaz                                                      |
| Rafael Vitti            | Davi Isaac Rubin Boaz                                                    |
| Marcello Novaes         | Jaques Rubin Boaz                                                        |
| Armando Babaioff        | Vanderson Pereira Matos / Vanderson Teles Lancaster / Benedict Gutemberg |
| Marcos Pasquim          | Ricardo Vanek Monteiro                                                   |
| Aline Borges            | Tânia Boaz                                                               |
| Felipe Simas            | Danilo Santos                                                            |
| Giovana Cordeiro        | Bárbara Bessa                                                            |
| Giovanna Lancellotti    | Kamila Luiza Dias (Kami)                                                 |
| L7nnon                  | Ryan Figueiredo (Ryan da Barreira)                                       |
| Suely Franco            | Rosa Maria Rubin Boaz                                                    |
| Bel Lima                | Ayla Sarah Rubin Boaz                                                    |
| Flora Camolese          | Nina Campelo                                                             |
| Vilma Melo              | Jussara Bezerra de Almeida                                               |
| Cyda Moreno             | Yara da Silva Senna                                                      |
| Ernani Moraes           | Manuel Santos                                                            |
| Hugo Resende            | Alan Barbosa                                                             |
| Haonê Thinar            | Pâmela (Pam)                                                             |
| Nykolly Fernandes       | Stephany Sandra da Silva Senna                                           |
| Cecília Chancez         | Dandara Leilane Bezerra de Almeida (Dara)                                |
| Pedro Henrique Ferreira | Lucas Figueiredo                                                         |
| Faiska Alves            | Jefferson (Jeff)                                                         |
| Pedro Fernandes         | Peter Santos                                                             |
| Pedro Alves             | Caco                                                                     |
| Gabriel Sanches         | Breno                                                                    |
| Luana Tanaka            | Gisele                                                                   |
| Cris Larin              | Denise                                                                   |
| Carol Marra             | Natara                                                                   |
| Giovanna Jesus          | Ivy                                                                      |
| Daniel Gregório         | Durval Mendes                                                            |
| Flávia Santana          | Fabiana                                                                  |
| Nilson Nunes            | Silva                                                                    |
| Lorenzo Reis            | André Dias Figueiredo (Dedé)                                             |

### Participações especiais
| Intérprete         | Personagem                      |
| ------------------ | ------------------------------- |
| Tony Ramos         | Abel Rubin Boaz                 |
| Camila Pitanga     | Ellen Soares Silveira           |
| Adélio Lima        | Luís Afonso de Almeida (Luisão) |
| Sílvia Pfeifer     | Drª. Rebeca Guimarães           |
| Juliana Martins    | Patrícia Vanek Monteiro         |
| Leona Cavalli      | Gabriela Moller Stoltz          |
| Rosamaria Murtinho | Judite Guimarães                |
| Mariana Ximenes    | Mirna Vargas                    |
| Sílvia Bandeira    | Isabela Campelo                 |
| Thardelly Lima     | Enzo Cariri                     |
| Marcelo Mello Jr.  | Costa                           |
| Ricardo Tozzi      | Ronald Albanense                |
| Giselle Batista    | Yra Albanense                   |
| Ernesto Piccolo    | Ferrarez                        |
| Dida Camero        | Gerusa (Srª. Babá)              |
| Claudio Galvan     | Eduardo                         |
| Kiko Pissolato     | Ernesto Barão                   |
| Beth Zalcman       | Cida                            |
| Gustavo Ottoni     | Sidnei                          |
| Betina Viany       | Maya                            |
| Felipe Roque       | Joca Brandão                    |
| Simone Zucato      | Silvana                         |
| Jui Huang          | Dr. Nathan                      |
| Simone Soares      | Dagmar                          |
| Márcio Vito        | Dionísio                        |
| Amandha Lee        | Inspetora Renata                |
| Phelipe Azevedo    | Cabo Adriano Ferreira           |
| Lummy Kin          | Delegada Walquíria              |
| José Maria Brion   | Deco                            |
| Lenita Oliver      | Katinha                         |
| Bernardo Schlegel  | Ronaldo                         |
| Kizi Vaz           | Drª. Letícia                    |
| Jonathan Nogueira  | Santana                         |
| Big Jaum           | MC Donzy                        |
| Janamô             | Higuy                           |
| Gabriel Fuentes    | Júlio                           |
| Lêda Ribas         | Ester                           |
| Victor Andrade     | Vespa                           |
| Adriana Bellonga   | Mariana                         |
| Miguel Nader       | Sargento Cardoso                |
| Dério Chagas       | Sargento Castanho               |
| Caian Zattar       | Ganso                           |
| Carolina Pismel    | Cibele                          |
| Jean Amorim        | Carlos                          |
| Jack Berraquero    | Ademar                          |
| Waldo Piano        | Pastor Enoque                   |
| André Almeida      | Youssef Rubin Boaz              |
| Luísa Guedes       | Antônia                         |
| Bella Roberth      | Aurora                          |
| Maitê Viana        | Ciça                            |
| Amara Hartmann     | Rosa (jovem)                    |
| Diogo Novaes       | Jaques (jovem)                  |
| Paulo Reis         | Cerimonialista                  |
| Jean Paulo Campos  | Dr. Yuri dos Santos             |
| Giuliano Laffayete | Dr. Fabrício Santiago           |
| Guti Fraga         | Padre Paulo                     |
| José Loreto        | Lui Lorenzo Campos              |
| Solange Couto      | Dona Jura                       |
| Guto Inocente      | Ele mesmo                       |

## Produção

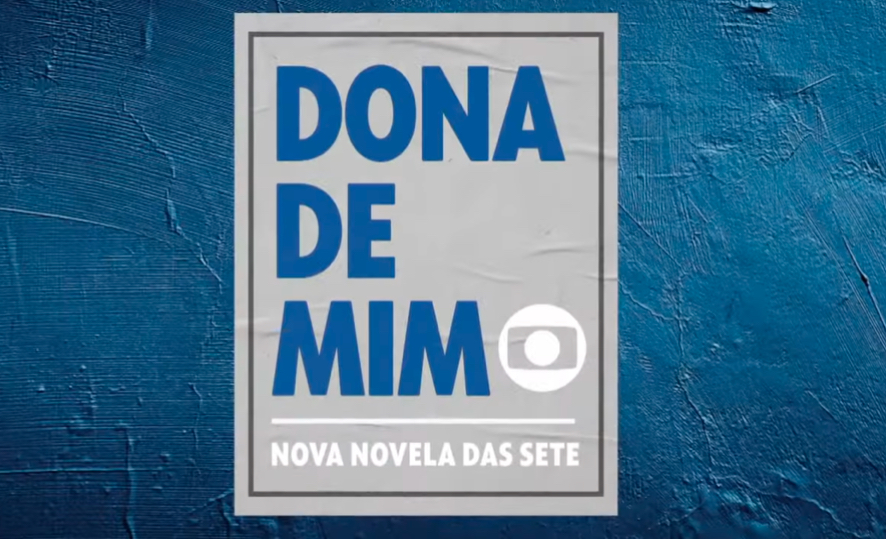
Logotipo provisório da novela durante a sua produção

Após Vai na Fé (2023), que foi um dos maiores sucessos de audiência e repercussão no horário das sete no período pós-Pandemia de COVID-19 desde Salve-se Quem Puder (2020–21), Rosane Svartman deu início a produção de mais uma novela na faixa em julho de 2024, com o texto sendo aprovado e anunciado no Upfront 2025, realizado em 16 de outubro de 2024. A trama recebeu como título Dona de Mim, que é o mesmo nome de uma canção famosa e do álbum da cantora Iza, produzido em 2018, e também de uma canção da cantora Ana Castela, lançada em 2022.
Para compor a direção da novela, foi escolhido o nome de Allan Fiterman.
Até então, a novela teria 173 capítulos. No entanto, faltando menos de duas semanas para a sua estreia, a trama foi esticada para 221. Uma das razões apresentadas é evitar que a sua substituta estreasse entre novembro e dezembro, mês em que a audiência costuma cair por conta do período das festas de final de ano.

### Gravações
Os cenários escolhidos para trama foram os bairros de São Cristóvão, na Zona Norte do Rio de Janeiro, e na Barra da Tijuca, na Zona Oeste carioca.
Para compor o núcleo policial que narra a história de Marlon (Humberto Morais), Rosane realizou consultorias com o repórter e produtor do Jornal Nacional, Leslie Leitão.

### Incêndio na cidade cenográfica
Em 18 de fevereiro de 2025, um incêndio de grandes proporções atingiu um dos cenários da novela na cidade cenográfica dos Estúdios Globo, em Curicica. Apesar do ocorrido, segundo a TV Globo, não houve feridos, uma vez que o set estava fechado já que naquele momento não havia funcionamento para gravações, pois o local ainda estava em finalização, assim como uma parte do cenário de Êta Mundo Melhor!, a próxima novela das seis, e do humorístico Tô de Graça, que foram afetados pelas chamas. Todavia, três bombeiros ficaram feridos durante o combate ao incêndio, sofrendo ferimentos leves e sendo imediatamente atendidos.
O estrago, no entanto, não afetou o cronograma de estreia da novela, já que os danos foram menores.

### Escolha do elenco
Para interpretar a protagonista Leona, foram realizados os testes com as atrizes Clara Moneke, Anajú Dorigon, Heslaine Vieira e Roberta Rodrigues, com Moneke sendo a escolhida para o papel principal após a boa recepção como Caridade em No Rancho Fundo (2024), além de marcar o primeiro protagonismo da atriz depois de sua boa repercussão em Vai na Fé (2023), também escrita por Svartman. Também foram confirmados os nomes de Felipe Simas e Juan Paiva para serem os protagonistas masculinos, com o primeiro chegando a ser escolhido para interpretar um dos personagens principais de Paulo, o Apóstolo na Record, mas desistindo posteriormente por conta dos trabalhos na série Tremembé, do Prime Video, enquanto que o segundo retorna ao horário das sete desde Totalmente Demais (2015–16).
Ficando com um dos vilões principais, foi reservado o nome de Marcello Novaes, que retorna ao horário desde Além do Horizonte (2013–14). A Globo também demonstrou interesse em ter os renomados atores Tony Ramos e Cláudia Abreu na novela, com os dois confirmando presença na trama. O primeiro retorna ao horário das sete desde uma participação especial em Verão 90 (2019) e seu último papel fixo desde Guerra dos Sexos (2012–13), enquanto que a segunda volta ao gênero desde A Lei do Amor (2016–17) e a faixa das sete desde Geração Brasil (2014). Giovanna Lancellotti também foi confirmada no elenco, retornando às novelas desde Segundo Sol (2018) e ao horário das sete desde Alto Astral (2014–15). Rafael Vitti foi convidado para fazer os testes para ser um dos antagonistas e posteriormente acabou sendo confirmado, marcando sua volta ao horário das sete desde Verão 90. Isabel Fillardis e Aline Borges fizeram testes para interpretar Tânia, sendo Borges a confirmada para ficar no papel de uma das co-antagonistas da história, marcando o seu retorno ao horário das sete desde Totalmente Demais.
A influencer e atriz Maíra Azevedo, mais conhecida como Tia Má, também chegou a realizar testes para interpretar um dos papéis centrais da trama, assim como MC Daniel. Além de Má e Daniel, Xamã também realizou testes a convite de Allan Fiterman, graças ao destaque em Renascer (2024). Outros atores convidados foram Marcos Pasquim e Suely Franco, com o primeiro estando ausente do gênero desde O Tempo Não Para (2018–19) e a segunda desde A Dona do Pedaço (2019), mas sua última novela na faixa foi Sete Pecados (2007–08). Camila Pitanga chegou a aparecer numa lista vazada pela preparadora de elenco, Lisa Eiras, o que marcaria o seu retorno à TV Globo após seis anos, além da sua volta em uma telenovela da emissora desde Velho Chico (2016) e a sua estreia no horário da sete. A informação seria confirmada posteriormente, com Pitanga fazendo apenas uma participação especial. Outros retornos confirmados foram o de Armando Babaioff após ter sido um dos destaques de Bom Sucesso (2019–20), também de Rosane Svartman, uma vez que após a novela citada, o ator havia decidido se afastar das telenovelas, séries e das redes sociais para focar na peça Tom na Fazenda e de Sylvia Bandeira, marcando seu retorno às novelas desde Sol Nascente (2016–17) e ao horário das sete desde a sua participação especial em O Beijo do Vampiro (2002–03), cujo último papel fixo no horário foi em Zazá (1997–98).
A trama também marca a estreia de Humberto Morais na TV Globo após ser destaque em Sutura, do Prime Video, sendo também a sua segunda telenovela depois de Poliana Moça (2022–23), do SBT. Outros estreantes em telenovelas são Adélio Lima, que foi confirmado no elenco após ser um dos destaques de Cangaço Novo, também do Prime Video, o cantor L7nnon, o último inclusive disputou com MC Daniel o papel de Ryan nos testes, sendo aprovado, e de Haonê Thinar, que se torna a segunda atriz da categoria PCD a participar de uma telenovela da Globo, depois de Tabata Contri em Viver a Vida (2009–2010) e Travessia (2022-2023).
Assim como em algumas produções, dois personagens das telenovelas de Rosane Svartman foram reaproveitados na história, como o caso do Padre Paulo (Guti Fraga), de Bom Sucesso, e Yuri dos Santos (Jean Paulo Campos), de Vai na Fé, com o último fazendo apenas uma participação especial na trama. A novela também marca o retorno de Ricardo Tozzi ao gênero, ausente desde Orgulho e Paixão (2018), e voltando ao horário das sete desde Geração Brasil. Outros retornos foram de Sílvia Pfeifer, cujo último trabalho na Globo foi em Totalmente Demais, Rosamaria Murtinho, ausente das telenovelas desde A Dona do Pedaço e seu último trabalho no horário das sete foi uma participação especial em Deus Salve o Rei (2018), e Jonathan Nogueira, ausente do gênero desde Tempos Modernos (2010).

## Exibição
Prevista para estrear no dia 21 de abril de 2025, o primeiro capítulo da novela foi adiado para o dia 28 do mesmo mês. O motivo foi evitar a sua estreia no feriado em honra à memoria de Tiradentes, já que a sua antecessora encerraria na sexta-feira da paixão. A estreia integrou a programação especial de 60 anos da TV Globo.
Mantendo o esquema estabelecido desde Cara e Coragem (2022–23), a novela também tem os seus capítulos reprisados nas madrugadas de segunda a sexta após o Conversa com Bial (durante as férias deste, a trama é exibida após o Jornal da Globo) e aos sábados após o Supercine, não sendo exibida apenas pela TV TEM Itapetininga, TV Vanguarda Taubaté, TV Diário, InterTV Costa Branca e TV Integração Uberaba.
O capítulo 48 não foi ao ar no dia 21 de junho de 2025 devido a cobertura do jogo entre Fluminense e Uslan Hyundai pela Copa do Mundo de Clubes. Já o capítulo 83 não foi ao ar no dia 2 de agosto de 2025 devido a cobertura da final da Copa América Feminina entre Brasil e Colômbia, que foi para a prorrogação

## Trilha sonora
Compõem a trilha sonora de Dona de Mim as seguintes canções:
- "Dona de Mim", Iza part. Azzy e Sandra de Sá (abertura)
- "Anjo Querubim", Natascha Falcão (tema de Leona e Marlon)
- "A Dança (Ao Vivo)", MC Hariel e Gilberto Gil
- "Se For Amor", João Gomes part. Vitor Fernandes (tema de Marlon e Kami)
- "Febre", Liniker (tema de Leona e Samuel)
- "Segunda Chance", L7NNON, LeodoKick e H4lfmeasures
- "Domingo", Mart'nália part. Caetano Veloso
- "Cópia Proibida", Léo Foguete (tema de Danilo e Pam)
- "Saudade de Falar de Amor", Malibu, Bin, Delacruz, Budah e Keviin (tema de Ryan e Kami)
- "Se Eu Quiser Falar com Deus", Gilberto Gil
- "Tem Que Ter Fé", Nith, Nairo e Drew [110]
- "Waters of March (Águas de Março)", David Byrne part. Marisa Monte (tema de Abel e Filipa)
- "Romeo", Anitta, Don Omar e Hector, El Father (tema de Davi e Leona)
- "Ain't No Mountain High Enough", Marvin Gaye e Tammi Terrell
- "Personal Jesus", Depeche Mode
- "Max Out", Ben Haydn e Nat James
- "Hold me Tight", Maxi Zee, Or Chausha e Liron Linker

### Concurso Cultural - "Sua Música em Dona de Mim"
Entre os meses de abril e junho de 2025, a TV Globo, em parceria com a Central Única das Favelas (CUFA), a Favela Records e a Sony Music, promoveu um concurso cultural para escolher uma nova canção para a trilha sonora de Dona de Mim, voltado para os cantores, compositores e instrumentistas das periferias brasileiras. As inscrições se iniciaram em 16 de abril e os candidatos puderam enviar suas criações através de vídeo e áudio pelo site da CUFA até o dia 20 de maio. Na sequência, 20 músicas foram escolhidas por uma curadoria especializada e editadas pela Sony, e após esta etapa 5 foram selecionadas para votação popular no site do Gshow entre os dias 10 e 19 de junho. Foram elas:
1. "Correria", Sabrina Lopes
2. "Fogo Azul", OhLeow e Frugi
3. "Tem Que Ter Fé", Nith, Nairo e Drew
4. "Vitória", MC Sherlock, Leroy Sxnca e Mateus Maciel
5. "Esfinge", NiT (Nathalia Galdencio) e Original THP

Em 25 de junho, foi anunciado que a terceira canção venceu o concurso e em breve será inserida na trama das 19h embalando um dos núcleos da história, formado por jovens que, assim como os novos artistas que participaram do concurso, desejam reconhecimento e convivem diariamente com a realidade das favelas, da periferia e do asfalto, frequentando as batalhas de rima e os bailes funk, e incorporando as influências de todos estes universos em sua vida e arte. 

### Covers
- "Lilás"  (Djavan) - Elenco[114]
- "A Cura" (Lulu Santos) - Elenco[115]

## Repercussão

### Audiência
O primeiro capítulo registrou 22,2 pontos e 4,4 na reapresentação, segundo dados consolidados do Kantar IBOPE Media, referentes à Região Metropolitana de São Paulo, tendo o maior índice de uma estreia na faixa desde Fuzuê (2023–24). O segundo capítulo registrou 21,9 pontos, superando a novela das nove, Vale Tudo, que registrou apenas 20,8 pontos, além de ter sido a atração mais assistida do dia 29 de abril de 2025.
No dia 12 de maio de 2025, bateu seu primeiro recorde desde a estreia com 22,5 pontos, sendo também a segunda atração e a novela mais assistida nesse dia. No dia 21 registrou 22,6 pontos. No dia 26 registrou 23,2 pontos. Com a sequência das cenas do acidente que matou Abel (Tony Ramos), a novela bateu um novo recorde em 5 de agosto com 23,7 pontos. No dia 18 registrou 24,5 pontos e pico de 26,2.

### Críticas
A novela chegou a ser elogiada pela crítica especializada pela ousadia em seus capítulos e a boa construção dos personagens, especialmente Leona (Clara Moneke), Marlon (Humberto Morais) e Davi (Rafael Vitti). Além disso, Cláudia Abreu, Tony Ramos e Suely Franco foram os atores que mais tiveram elogios do público, principalmente Abreu após um longo período ausente das telenovelas.
 

Mas, apesar das críticas positivas, a novela chegou a receber o apelido de Cidade Alerta, referência ao policialesco exibido na Record, pelo excesso de cenas dramáticas envolvendo temas polêmicos como assalto, violência urbana, assédio sexual e até mesmo estupro em boa parte dos capítulos em uma faixa que tradicionalmente é conhecida por abordar temas leves voltados à comédia.